# پیکدیلی (فیلم)
پیکدیلی (انگلیسی: Piccadilly) فیلمی است که در سال ۱۹۲۹ منتشر شد. از بازیگران آن می‌توان به گیلدا گری، آنا می ونگ، جیمسون توماس، چارلز لوتن و ری میلند اشاره کرد.